# Wikia Search
Wikia Search byl projekt internetového vyhledávače, řízeného uživateli. Alfaverze, provozovaná na svobodném software, byla spuštěna 7. ledna 2008. Projekt provozovala komerční společnost Wikia Inc., kterou založili v roce 2004 Jimmy Wales a Angela Beesley. Ohlasy, které se objevily v tisku, kvalitu Wikia Search převážně kritizovaly.
Projekt byl zastaven po 31. březnu 2009.